# Осока чернеющая
Осо́ка черне́ющая (лат. Carex nigricans) — многолетнее травянистое растение, вид рода Осока (Carex) семейства Осоковые (Cyperaceae).

## Ботаническое описание
Зелёное растение с длинно-ползучим корневищем.
Стебли трёхгранные, гладкие, 5—25 см высотой, одетые у основания бурыми чешуевидными влагалищами.
Листья плоские, 1,5—3 см шириной, равные стеблю или длиннее его.
Колосок андрогинный, 0,7—2 см длиной, довольно густой, яйцевидный. Чешуи чёрно-бурые, у пестичных цветков — яйцевидные, тупые, почти равные мешочкам, рано опадающие, у тычиночных — у́же, островатые. Мешочки трёхгранные или слабо двояковыпуклые, от яйцевидных до яйцевидно-ланцетовидных, перепончатые, 2,5—3,5(4) мм длиной, жёлто-ржавые, на ножке( до 1 мм длиной), в основании округлые, без жилок, зрелые горизонтальные или вниз отогнутые, обычно с длинной тонкой ножкой, постепенно суженные в удлинённый и гладкий, цельный, косо срезанный носик. Рылец 2—3.
Плод при основании обычно без осевого придатка.
Вид описан с Алеутских островов (остров Уналашка).

## Распространение
Дальний Восток: Командорские острова; Северная Америка: от Скалистых гор до Аляски, Алеутские острова.